# Светислав Пешић
Светислав Пешић (Нови Сад, 28. август 1949), познат по надимку Кари, српски је кошаркашки тренер и бивши кошаркаш. Један је од најтрофејнијих европских тренера и члан Куће славних ФИБА. Тренутно је селектор репрезентације Србије.
Током играчке каријере најдуже се задржао у Босни. Са сарајевским тимом је био првак Купа европских шампиона 1978/79. Од 1982. ради као кошаркашки тренер. С клубовима које је водио освојио је Евролигу 2003, ФИБА Еврокуп 2007, Куп Радивоја Кораћа 1995, осам националних првенстава и шест националних купова. Као селектор је с репрезентацијом Србије освојио бронзану медаљу на Летњим олимпијским играма 2024. и дошао до финала Светског првенства 2023, с репрезентацијом СР Југославије освојио је Светско првенство 2002. и Европско првенство 2001, а с Немачком је освојио Европско првенство 1993.

## Биографија

### Почеци и играчка каријера
Светислав Пешић је рођен 28. августа 1949. године у Новом Саду. Родитељи су му били Сретен, обућар и сарач, и Душанка, домаћица и кројачица. Има и брата Предрага.
Од своје треће године, па све до завршетка Средње економске школе живео је у Пироту где је и започео своју играчку каријеру (1964—1967) а затим је наставио у Партизану (1967—1971) и Босни (1971—1979). Са Босном је освојио Првенство Југославије и Куп Југославије 1978. и Куп европских шампиона 1979. 

### Тренерска каријера
Светислав Пешић је тренерску каријеру започео у Босни 1982. и остао у њој до 1987. У том периоду је као тренер освојио Првенство Југославије 1982/83. након контроверзе око финалне утакмице против КК Шибенка и Куп Југославије 1984. године. Од 1984. до 1987. био је тренер младих репрезентација Југославије. Године 1985. је освојио кадетско, а 1986. јуниорско европско првенство у кошарци. Са јуниорском репрезентацијом Југославије (Дивац, Рађа, Кукоч, Ђорђевић) у Бормију 1987. освојио је титулу првака света.
Од 1987. до 1993. био је селектор репрезентације Немачке, са којом је освојио Европско првенство 1993. у Немачкој.
Пешић је 1993. постао шеф стручног штаба берлинске Албе и на том месту остао до 2000. Са Албом је освојио Куп Радивоја Кораћа 1995. и четири узастопне титуле првака Немачке у периоду од 1997. до 2000.
Године 2001. именован је за селектора репрезентације СР Југославије. Са том репрезентацијом је освојио Европско првенство 2001. у Турској и Светско првенство 2002. у Индијанаполису. Поред селекторске функције, Пешић је годину дана водио и немачки Келн.
Након репрезентације СРЈ, Пешић је постао тренер Барселоне. Са Барселоном је у сезони 2002/03. освојио шпанско првенство и Куп Шпаније као и Евролигу док је следеће године поново освојио Првенство Шпаније. Због свађе са чланом управе, Пешић је напустио Барселону и прешао у римску Лотоматику.
Пешић се 2006. између вишемилионске понуде Ђироне и Реал Мадрида, чији је тад спортски директор био Владе Дивац, одлучио за Ђирону. Са овим тимом Пешић је освојио ФИБА Еврокуп. На крају сезоне, Пешић је напустио Ђирону и прешао у руски Динамо. У Динаму је остао непуну сезону, пошто је управа одлучила да раскине уговор због незадовољавајућијих резултата.
Дана 1. септембра 2008. Пешић је постао тренер Црвене звезде. Успео је да направи веома добар и млад састав који се борио за све титуле. У финалу домаћег плеј-офа је изгубио од Партизана, што је у каснијим изјавама називао великом намештаљком. Остаће забележено да се нико из КСС није удостојио да Звездиним кошаркашима преда сребрне медаље, штo је сам Пешић морао да уради. Иако није освојио титулу, за време његовог тренерског стажа афирмисали су се Марко Кешељ и Немања Бјелица.
После сезоне паузирања преузео је Валенсију која је у том моменту била у доњем делу табела како у АЦБ лиги тако и у Евролиги. Ипак серијом победа успева да се пласира у осмину финала Евролиге као и у плеј-оф АЦБ лиге.
У августу 2011. поново је постављен за тренера Црвене звезде. Са црвено-белима је провео једну сезону у којој је стигао до финалне серије Суперлиге Србије у којој је поражен од Партизана, у Јадранској лиги је освојено 10. место, а од црно-белих је поражен и у финалу Купа Србије.
У новембру 2012. године именован је за тренера Бајерна из Минхена. Са Бајерном је успео да освоји првенство Немачке 2013/14. Напустио је клуб 24. јула 2016. због здравствених проблема.
Од 2018. до 2020. по други пут је био тренер Барселоне.
Године 2021. Пешић је именован за селектора кошаркашке репрезентације Србије. Са репрезентацијом Србије је освојио сребрну медаљу на Светском првенству 2023 које је играно у Индонезији, Јапану и на Филипинима. Србија је остварила директан пласман на Олимпијске игре 2024. године у Паризу.
Јуна 2024. додељен му је почасни докторат Универзитета у Нишу.
Светислав Пешић у октобру 2024. године потписао нови уговор са Кошаркашким савезом Србије (КСС) до септембра 2025. године.
Дана 12. децембра 2024. године Пешић је добио награду за најбољег тренера од Кошаркашког савеза Србије.

## Тренерска статистика

### Евролига
| Екипа         | Година   | ОУ  | П   | И    | П : И (%)      | Исход                                      |
| ------------- | -------- | --- | --- | ---- | -------------- | ------------------------------------------ |
| Барселона     |          |     |     |      |                |                                            |
| 2002/03.      | 21       | 17  | 4   | 81,0 | Првак Евролиге |                                            |
| 2003/04.      | 20       | 14  | 6   | 70,0 | Фаза топ 16    |                                            |
| Валенсија     | 2010/11. | 20  | 11  | 9    | 55,0           | Четвртфинале                               |
| Бајерн Минхен | 2013/14. | 24  | 9   | 15   | 37,5           | Фаза топ 16                                |
| Бајерн Минхен | 2014/15. | 10  | 2   | 8    | 20,0           | Групна фаза                                |
| Бајерн Минхен | 2015/16. | 10  | 4   | 6    | 40,0           | Групна фаза                                |
| Барселона     | 2017/18. | 8   | 4   | 4    | 50,0           | Регуларни део сезоне                       |
| Барселона     | 2018/19. | 35  | 20  | 15   | 57,1           | Четвртфинале                               |
| Барселона     | 2019/20. | 28  | 22  | 6    | 78,6           | Прекинута сезона услед пандемије ковида 19 |
| Укупно        | Укупно   | 176 | 103 | 73   | 58,5           |                                            |

## Лични живот
Поред српског Пешић такође поседује и немачко држављанство. Његов син Марко (рођен 1976) бивши је немачки кошаркашки репрезентативац коме је Светислав био тренер у Алби. Његова кћерка Ивана је удата за Јана Јаглу, бившег немачког кошаркаша.

## Трофеји и признања

### Играчки
- Босна:
  - Куп европских шампиона (1): 1978/79.
  - Првенство Југославије (1): 1977/78.
  - Куп Југославије (1): 1978.

### Тренерски

#### Клупски
- Босна:
  - Првенство Југославије (1): 1982/83.
  - Куп Југославије (1): 1984.
- АЛБА Берлин:
  - Куп Радивоја Кораћа (1): 1994/95.
  - Првенство Немачке (4): 1996/97, 1997/98, 1998/99, 1999/00.
  - Куп Немачке (2): 1997, 1999.
- Барселона:
  - Евролига (1): 2002/03.
  - Првенство Шпаније (2): 2002/03, 2003/04.
  - Куп Шпаније (3): 2003, 2018, 2019.
- Ђирона:
  - ФИБА Еврокуп (1): 2006/07.
- Бајерн Минхен:
  - Првенство Немачке (1): 2013/14.

#### Репрезентативни
СФР Југославија
- Европско првенство до 16 година:  1985.
- Светско првенство до 19 година:  1987.

Немачка
- Европско првенство:  1993.

СР Југославија
- Европско првенство:  2001.
- Светско првенство:  2002.

Србија
- Светско првенство:  2023.
- Летње олимпијске игре:  2024.

### Одликовања
- Орден Карађорђеве звезде, II степен, 2022.[21]
- Орден Његоша, I степена, 2024.[22]